# DN2
De DN2 is een nationale weg (Roemeens: drum național) in Roemenië die de Roemeense hoofdstad verbindt met het noordoosten van Roemenië, de regio Moldavië. Deze weg loopt, wanneer het de regio Moldavië binnentreedt, parallel aan de Oostelijke Karpaten. De DN2 is de belangrijkste weg in Moldavië, omdat het in de lengte van de regio loopt door vier grote steden, Focșani, Bacău, Roman en Suceava. Laatst waren er nog werkingen aan de weg. Deze weg is ook de meest "verzorgde" weg en de op een na meest bereden weg van Roemenië. Na 500 km, nabij de stad Siret aan de Oekraïense grens heeft de weg twee rijstroken aan elke kant.

## Europese wegen
De volgende Europese wegen lopen met de DN2 mee:
- in Suceava
- Boekarest - Urziceni
- Boekarest - Oekraïne (gehele lengte)